# How to Rob a Bank (film, 2026)
Pour les articles homonymes, voir How to Rob a Bank.
Pour plus de détails, voir Fiche technique et Distribution.
How to Rob a Bank est un film américain réalisé par David Leitch et dont la sortie est prévue en 2026.

## Synopsis
Une équipe de braqueurs de banque utilise les réseaux sociaux pour « documenter » les braquages. Cela va cependant conduire la police à leurs trousses.

## Fiche technique
Sauf indication contraire, les informations mentionnées dans cette section peuvent être confirmées par les bases de données cinématographiques IMDb et Allociné,  présentes dans la section « Liens externes ».
- Titre original : How to Rob a Bank
- Réalisation : David Leitch
- Scénario : Mark Bianculli
- Musique : N/A
- Direction artistique : Jeremy Woolsey
- Décors : David Scheunemann
- Costumes : N/A
- Photographie : N/A
- Montage : N/A
- Production : Jeb Brody, Brian Grazer, David Leitch, Allan Mandelbaum et Kelly McCormick

Producteurs délégués : Mark Bianculli et Ben Ormand
- Sociétés de production : Metro-Goldwyn-Mayer, Imagine Entertainment, 87North Productions
- Société(s) de distribution : (États-Unis), (France)
- Budget : N/A
- Pays de production :  États-Unis
- Langue originale : anglais
- Format : couleur
- Genre : action, thriller, film de casse
- Dates de sortie[2] :
  - États-Unis : 4 septembre 2026 Date sujette à modification

## Distribution
- Nicholas Hoult
- Zoë Kravitz
- Anna Sawai
- Pete Davidson
- Rhenzy Feliz
- John C. Reilly
- Michael Gandolfini
- Sam Lerner

## Production
Mark Bianculli écrit un script spéculatif d'un film de casse qu'il mettra plusieurs années à développer, avec le soutien d'Imagine Entertainment. En février 2025, David Leitch rejoint le projet comme réalisateur et producteur via sa société 87North Productions. Amazon MGM Studios participe également à la production du long métrage.
En mars 2025, Nicholas Hoult est annoncé dans le rôle principal. Le mois suivant, Anna Sawai rejoint à son tour le film, alors que Pete Davidson est évoqué,. La présence de Peter Davidson est confirmée en mai 2025, alors que Rhenzy Feliz et Zoë Kravitz sont également annoncés,. En juin 2025, John C. Reilly rejoint lui aussi la distribution.
Le tournage débute en juin 2025 à Pittsburgh,.

## Sortie et accueil
How to Rob a Bank sortira dans les salles américaines le 4 septembre 2026.